# Kong Linghui
Kong Linghui (n. 18 octombrie 1975, Harbin, Republica Populară Chineză) este un jucător de tenis de masă ce a reprezentat Republica Populară Chineză, medaliat olimpic. A participat la 3 ediții ale Jocurilor Olimpice (1996, 2000, 2004) în care a câștigat două medalii de aur și o medalie de argint.